# Irish Cup 1893-94
Irish Cup 1893–94 var den 14. udgave af Irish Cup, og turneringen blev vundet af Distillery FC, som dermed vandt turneringen for femte gang. Finalen mod Linfield FC blev spillet på Solitude i Belfast den 17. marts 1894 og endte 2-2. Dermed måtte der en omkamp til for at kåre en mester. Omkampen fandt sted den 18. april 1894, hvor Distillery FC besejrede Linfield FC med 3-2.

## Udvalgte resultater

### Semifinaler
| Dato  | Kamp                                 | Res. | Spillested           |
| ----- | ------------------------------------ | ---- | -------------------- |
| 17.2. | Linfield FC – Cliftonville FC        | 3–2  | Ulsterville, Belfast |
| 17.2. | Distillery FC – St Columb's Court FC | 8–3  | The Oval, Belfast    |

### Finale
| Dato   | Kamp                        | Res. | Spillested        |
| ------ | --------------------------- | ---- | ----------------- |
| 17.3.  | Distillery FC – Linfield FC | 2–2  | Solitude, Belfast |
| Omkamp |                             |      |                   |
| 18.4.  | Distillery FC – Linfield FC | 3–2  | Solitude, Belfast |